# ليون نيل
ليون نيل (بالإنجليزية: Leon Neal)‏ هو لاعب كرة قدم أمريكية أمريكي، ولد في 11 سبتمبر 1972.